# Samuel Schening
Samuel Schening, född 1640-talet i Styra socken, död februari 1680 i Ängsö socken, var en svensk präst.

## Biografi
Samuel Schening föddes på 1640-talet i Styra socken. Han var son till borgmästaren Eric Jonsson och Elisabeth Larsdotter i Skänninge. Schening blev 21 juni 1668 student vid Uppsala universitet och prästvigdes 17 april 1674. Han blev 1675 kyrkoherde i Örberga församling. År 1676 blev han kyrkoherde i Ängsö församling och tillträdde 1677. Schening avled februari 1680 i Ängsö socken.

### Familj
Schening gifte sig med Maria (levde ännu 1685). De fick tillsammans sonen Eric (född 1677). Efter Schenings död gifte Maria om sig med Knut Olofsson i Ängsö socken.